# Koata
Koata est un village du Cameroun situé dans le département de Djérem et la Région de l'Adamaoua. Il fait partie de la commune de Tibati. 
Ce village se situe, plus précisément, à l'ouest du lac-réservoir de Mbakaou (à moins de 40 kilomètres de distance) et entre les villages de Salassa et Tongo.

## Population
Lors du recensement de 2005, le village était habité par 1 837 personnes, 910 personnes de sexe masculin et 927 personnes de sexe féminin.